# Eleições parlamentares europeias de 2004 (Letónia)
As eleições parlamentares europeia de 2004 na Letónia, realizaram-se a 12 de junho e, serviram para, pela primeira vez, eleger os 9 deputados nacionais ao Parlamento Europeu.

## Resultados Oficiais
| Partido                 | Partido                                   | Votos     | %               | Deputados |
| ----------------------- | ----------------------------------------- | --------- | --------------- | --------- |
|                         | Pela Pátria e Liberdade/LNNK              | 171 859   | 29,82 / 100,00  | 4 / 9     |
|                         | Partido da Nova Era                       | 113 593   | 19,71 / 100,00  | 2 / 9     |
|                         | Pelos Direitos Humanos numa Letónia Unida | 61 401    | 10,66 / 100,00  | 1 / 9     |
|                         | Partido Popular                           | 38 324    | 6,65 / 100,00   | 1 / 9     |
|                         | Via Letã                                  | 37 724    | 6,55 / 100,00   | 1 / 9     |
|                         | Partido da Harmonia Nacional              | 27 506    | 4,77 / 100,00   | 0 / 9     |
|                         | Partido Social-Democrata Operário         | 27 468    | 4,77 / 100,00   | 0 / 9     |
|                         | União de Verdes e Camponeses              | 24 467    | 4,25 / 100,00   | 0 / 9     |
|                         | Partido Letónia Primeiro                  | 18 685    | 3,24 / 100,00   | 0 / 9     |
|                         | Partido Conservador                       | 9 716     | 1,69 / 100,00   | 0 / 9     |
|                         | Partido Socialista                        | 9 480     | 1,65 / 100,00   | 0 / 9     |
|                         | Luz de Latgale                            | 8 439     | 1,46 / 100,00   | 0 / 9     |
|                         | Outros                                    | 9 831     | 1,70 / 100,00   | 0 / 9     |
| Votos Inválidos         | Votos Inválidos                           | 9 367     | 1,62 / 100,00   |           |
| Total                   | Total                                     | 577 879   | 100,00 / 100,00 | 9 / 9     |
| Eleitorado/Participação | Eleitorado/Participação                   | 1 397 736 | 40,88 / 100,00  |           |
| Fonte                   | Fonte                                     | [ 1 ]     | [ 1 ]           | [ 1 ]     |